# Brzeżański

Brzeżański – polski herb szlachecki.

## Opis herbu
W polu barwy niewiadomej rogacina w słup zaćwieczona na toczenicy.

## Najwcześniejsze wzmianki
Pieczęć Andrzeja Brzeżańskiego z 1580 roku.

## Herbowni
Brzeżański.